# Willem van den Blocke

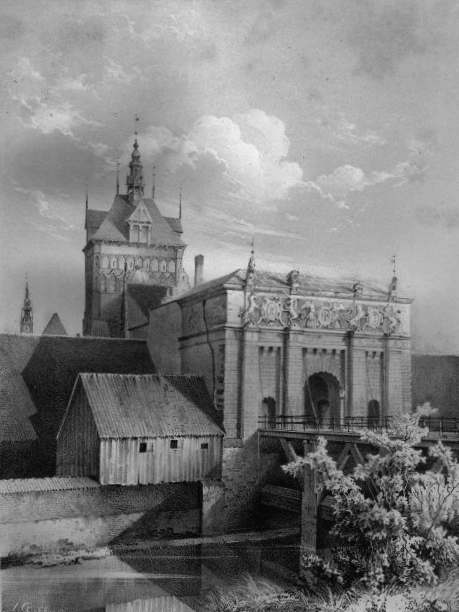
Das Hohe Tor – Zustand 1855 vor dem Abtragen der Mauern (Zeichnung von Julius Greth)

Willem van den Blocke (* um 1550 in Mechelen; † 18. Januar 1628 in Danzig; Vorname auch Wilhelm, Nachname auch van den Block, van den Bloocke, von dem Block, von dem Blocke, van Block) war ein Bildhauer und Architekt flämischer Abstammung, der überwiegend in Ostpreußen, Polen, im Baltikum und in Schweden wirkte. Seine Werke gehörten stilistisch zum Manierismus.

## Familie
Sein Vater, Francen van den Blocke, war wahrscheinlich auch Bildhauer. Aegidius van den Blocke, möglicherweise Bruder von Willem, erhielt am 6. Juni 1573 das Recht, den Beruf eines Bildhauers auszuüben.
Willem war mit Dorothea Wolff verheiratet. Er war Vater von mindestens sieben Kindern, darunter der Bildhauer Abraham, Jakob – Zimmermann, Izaak und David – beide Maler, Katharina, Susanna und einer weiteren Tochter.
Willem van den Blocke war Täufer (Anabaptist), was ihm oft Schwierigkeiten brachte.
siehe auch: van den Blocke (Künstlerfamilie)

## Leben
Willem lernte zunächst bei seinem Vater und anschließend in der Werkstatt des Meisterbildhauers Cornelis Floris in Antwerpen. Um 1569 kam er nach Königsberg, wo er 1571 mit einer Gruppe der Floris-Bildhauer am Standbild des Fürsten Albrecht von Preußen (1490–1568), dem letzten Hochmeister des Deutschen Ordens in Preußen, in der dortigen Kathedrale arbeitete. 1581 schuf er ein Grabmal der Fürstin Elisabeth, der ersten Ehefrau des Fürsten Georg Friedrich I. (Brandenburg-Ansbach-Kulmbach), † 1578.
Danach arbeitete er 1581–1583 am Grabmal von Christoph Báthory, dem Bruder des Königs von Polen Stephan Báthory in Wartenburg in Ostpreußen.
Anfang 1584 kam er nach Gyulafehérvár in Siebenbürgen, wo er ein Grabmal in der dortigen Kirche errichtete.
Willem van den Blocke kam am 18. Juni 1584 nach Danzig mit einer Empfehlungsschrift des Königs Stephan von Polen. Sein wichtigstes Werk in Danzig war die Errichtung des Hohen Tores (bis 1588). Er schuf auch zahlreiche Epitaphien und Grabmäler. Ihm werden auch Steinmetzarbeiten an einigen Bürgerhäusern in Danzig und Elbing zugeschrieben.

## Erhaltene Werke
- Epitaphium von Eduard Blemke in der Danziger Marienkirche, 1591
- Epitaphium von Simon und Judith von Bahr in der Danziger Marienkirche, 1620
- Grabmal des Königs von Schweden, Johann III. Vasa im Dom zu Uppsala, (1593–1596); war bis 1782 im Großen Zeughaus in Danzig gelagert, und am Bestimmungsort erst 1817–1818 zusammengebaut
- Grabmal von Ture Nilsson Bielke und seiner Gemahlin Margaret Svantesdotter Sture im Dom zu Linköping, um 1615

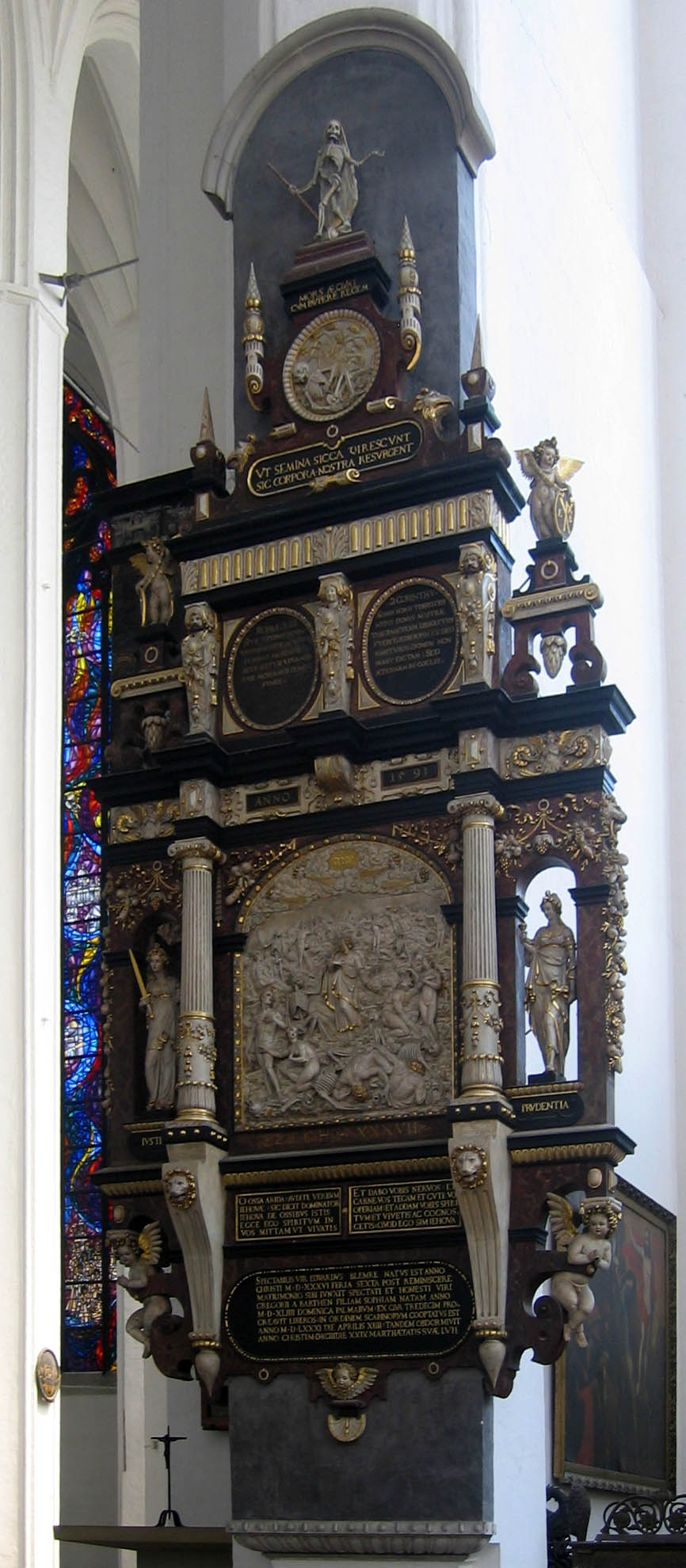
Epitaph Blemke in der Marienkirche zu Danzig
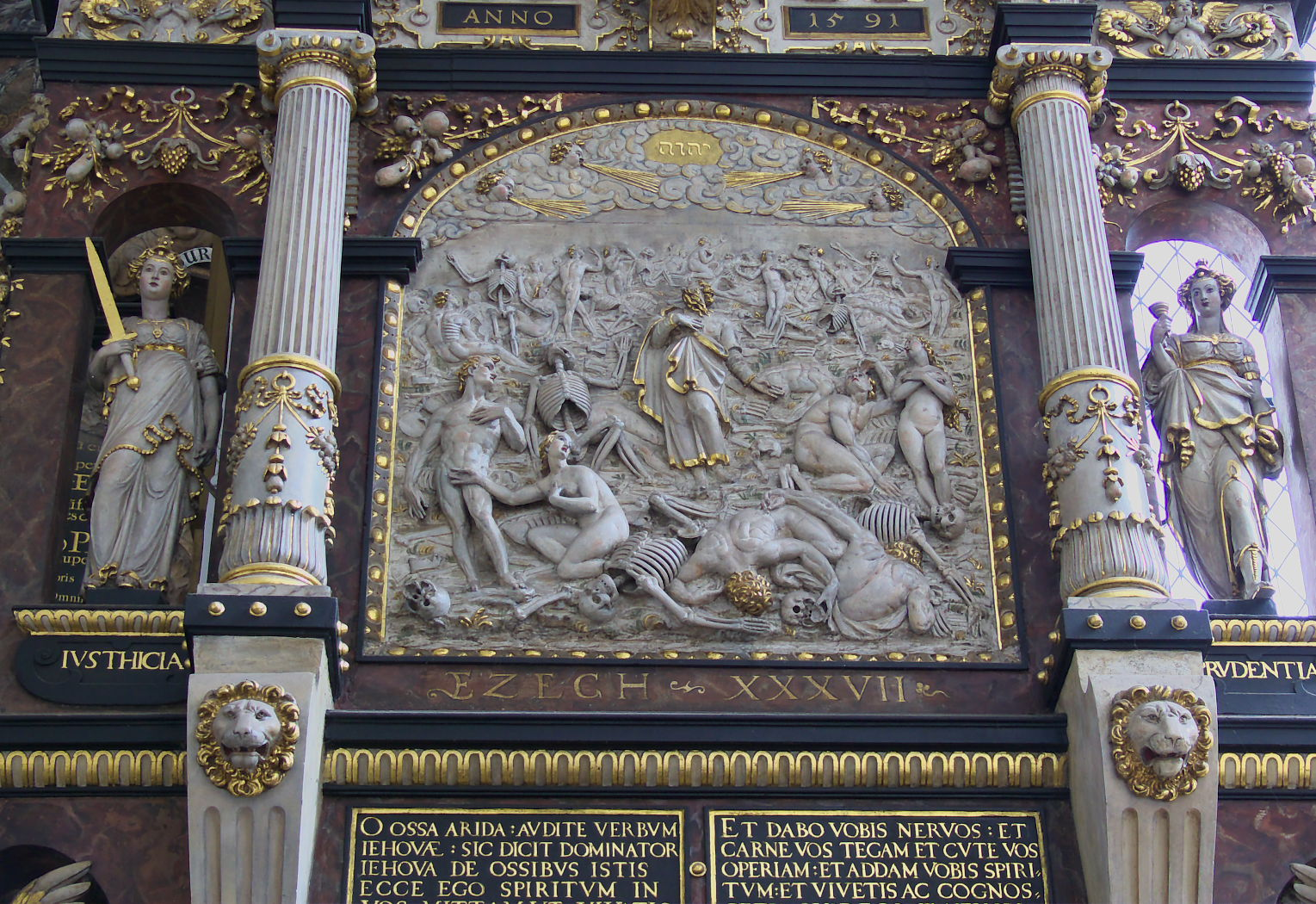
Epitaph Blemke Fragment mit der Auferstehungsszene aus dem Buch Ezechiel, Kapitel 37
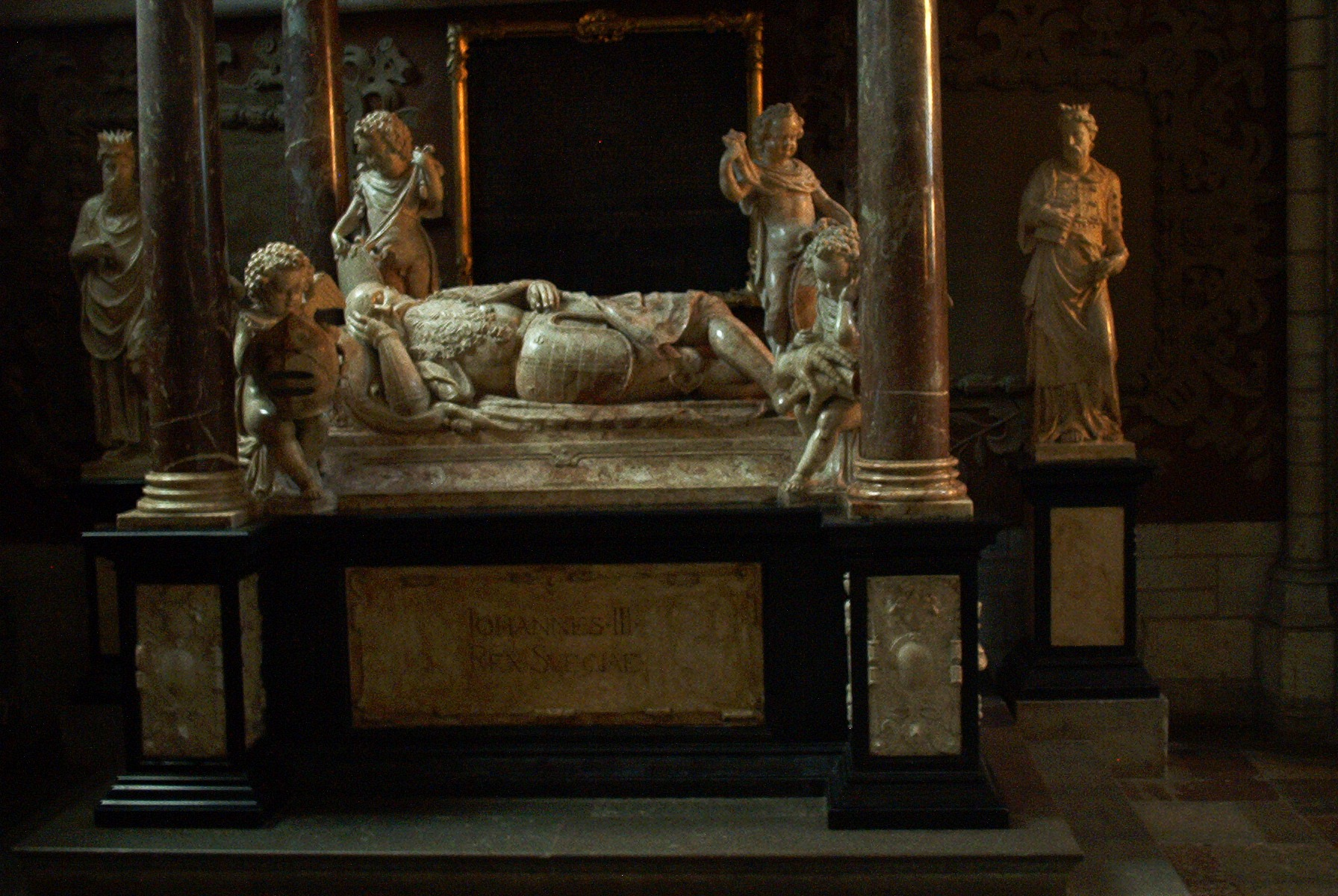
Grabmal von Johann III. (Schweden) im Dom zu Uppsala
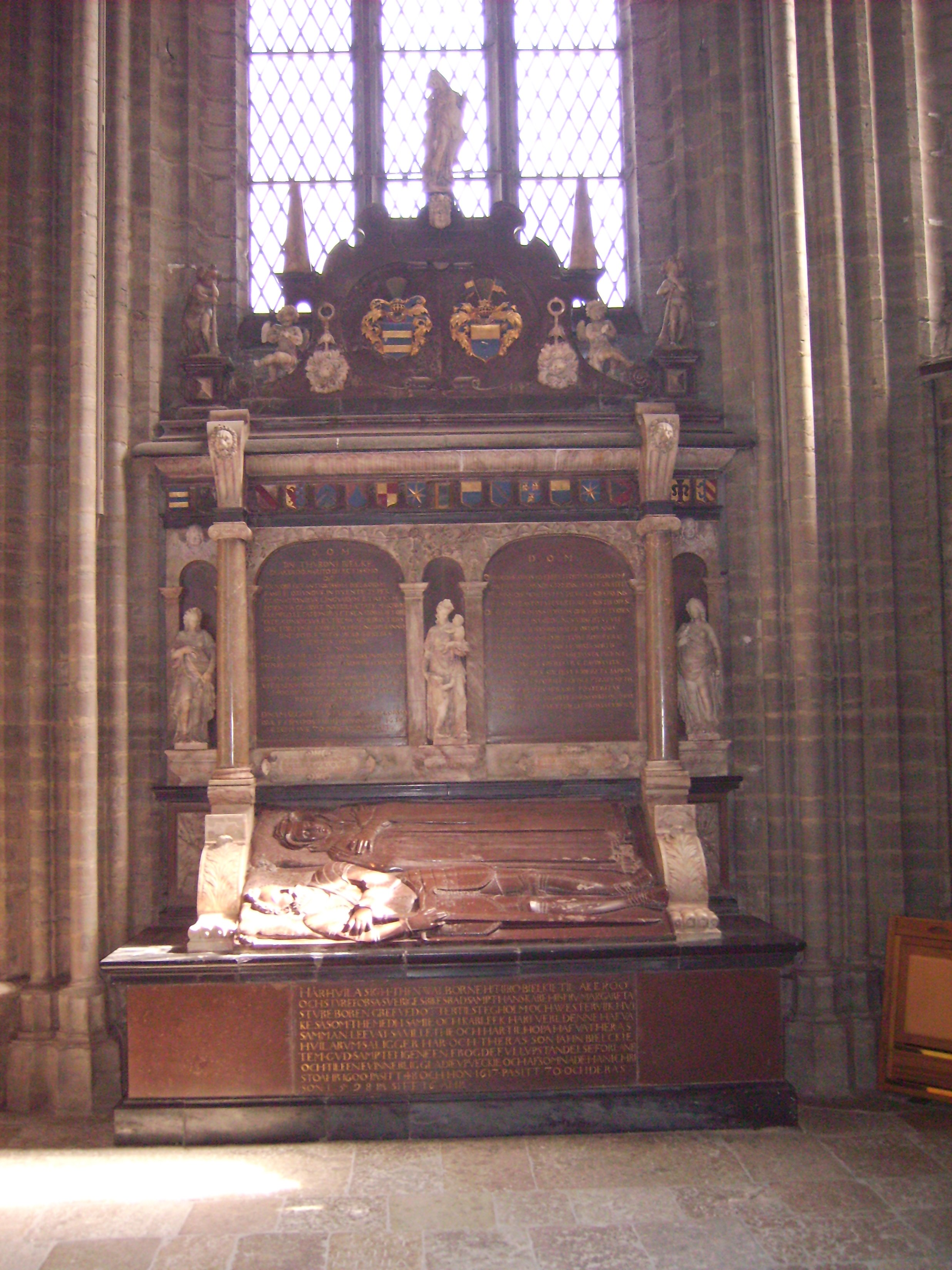
Grabmal Ture Bielke und seiner Gemahlin im Dom zu Linköping

## Zugeschriebene Werke (Auswahl)

### Epitaphe
- Familie Brandes und von Simon und Judith von Bahr in der Danziger Marienkirche, 1588 und 1620
- Christoph von Dohna in der Sankt Knuts Kirke in Odense in Dänemark, 1586
- Valentin Bodecker im Nikolausdom zu Elbing, 1587
- Familie Stroband in der Himmelfahrtskirche zu Thorn, 1590

### Grabmäler
- Familie Kos im Dom zu Oliva, 1600 oder 1620
- Martin de Berzewice in Lisnowo bei Brodnica, 1592 (zerstört 1939)
- Andreas und Balthasar Báthory in der St. Andreas-Kirche in Barczewo, 1598
- Peter Tarnowski im Dom zu Łowicz, nach 1604
- Stanislaus Radziwiłł in der ehemaligen Bernhardinerkirche in Wilna, 1618–1623

### Häuserportale
- Lange Gasse 55 in Danzig, Haus der Danziger Schützengilde St. Georg (Ende des 16. Jahrhunderts)
- Eskenhaus in Thorn (um 1590)

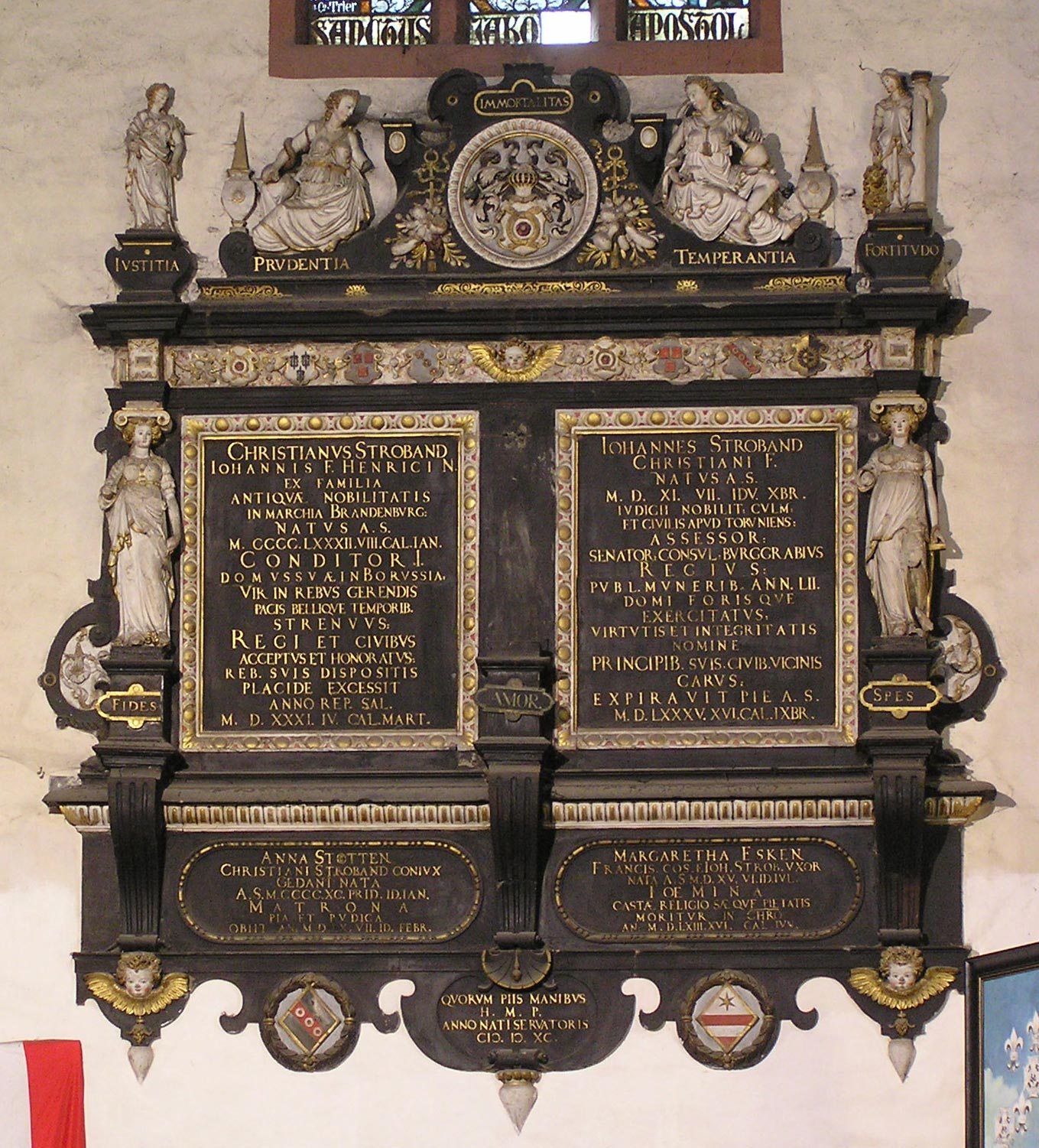
Epitaph Chrystian und Johann Stroband, Himmelfahrtskirche in Thorn, um 1590
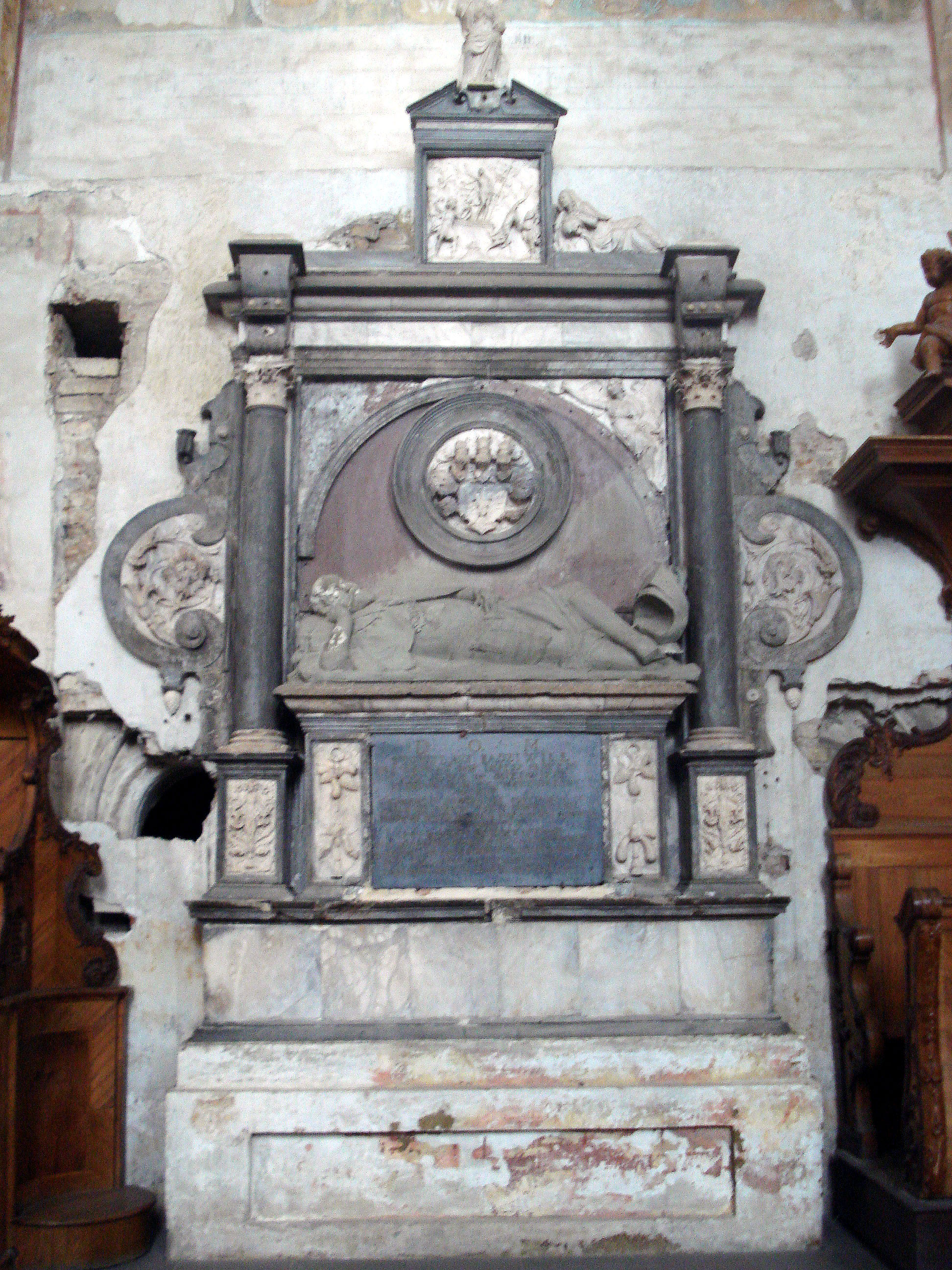
Grabmal Stanisław Radziwiłł, ehem. Bernhardinerkirche in Wilna
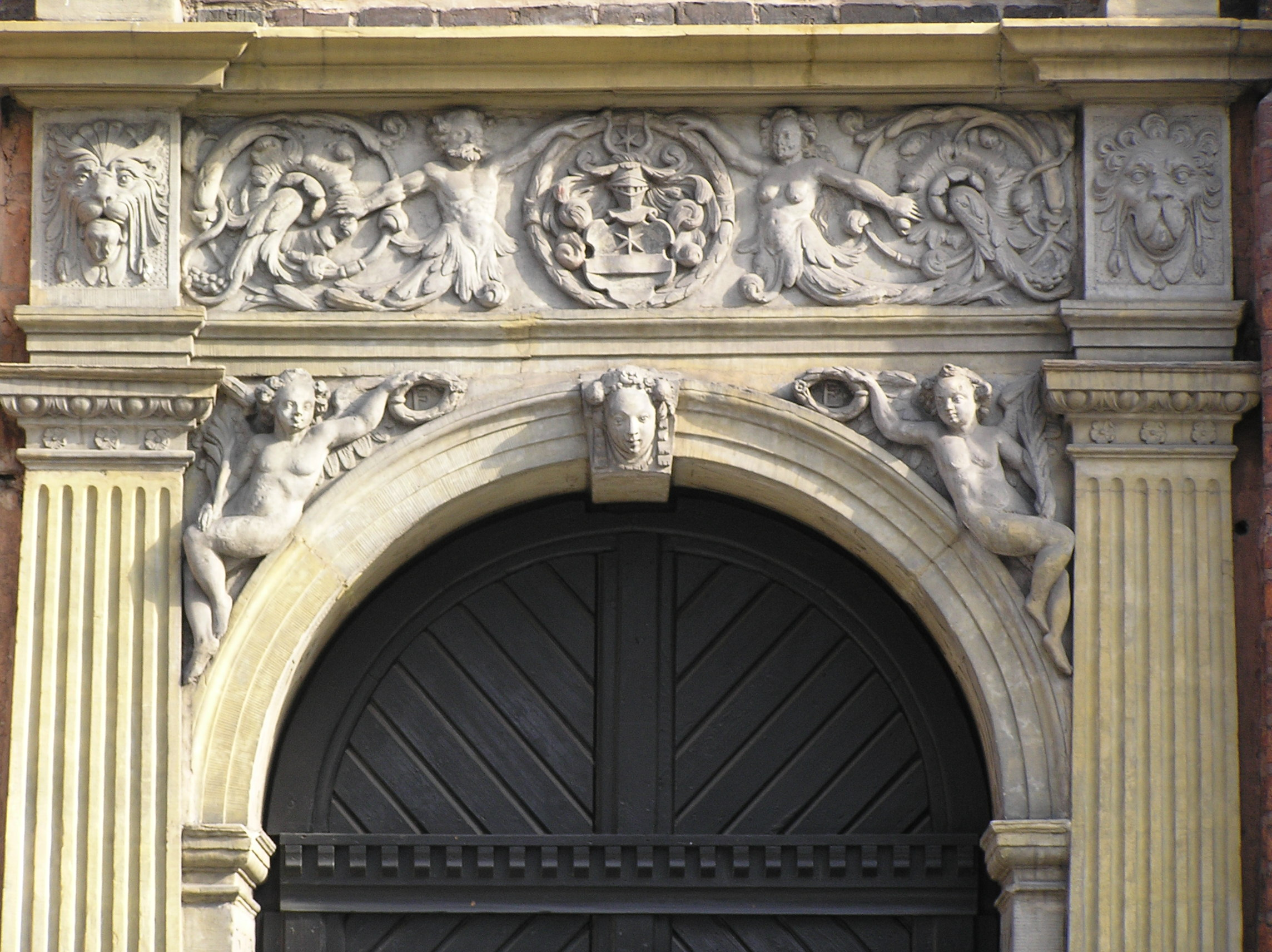
Portal vom Eskenhaus in Thorn um 1590